# Tipula (Vestiplex) immota
Tipula (Vestiplex) immota is een tweevleugelige uit de familie langpootmuggen (Tipulidae). De soort komt voor in het Palearctisch gebied.